# Dave Snuggerud
David Wilmer „Dave“ Snuggerud (* 20. Juni 1966 in Minnetonka, Minnesota) ist ein ehemaliger US-amerikanischer Eishockeyspieler, der im Verlauf seiner aktiven Karriere zwischen 1985 und 1995 unter anderem 277 Spiele für die Buffalo Sabres, San Jose Sharks und Philadelphia Flyers in der National Hockey League (NHL) auf der Position des rechten Flügelstürmers bestritten hat.

## Karriere
Snuggerud spielte zunächst in der Saison 1984/85 bei den Minnesota Junior North Stars in der United States Hockey League. In der darauffolgenden Saison wechselte er an die University of Minnesota, wo er drei Jahre, mit einer einjährigen Unterbrechung, die er bei der US-amerikanischen Nationalmannschaft verbrachte, um sich auf die Olympischen Winterspiele 1988 in Calgary vorzubereiten, bis zum Ende der Saison 1988/89 spielte.
Nachdem ihn die Buffalo Sabres bereits im NHL Supplemental Draft 1987 an zweiter Position ausgewählt hatten, wechselte er zur Saison 1989/90 in die NHL zu den Sabres. Dort etablierte er sich sofort im Stammkader und bestritt in seinen ersten beiden Spielzeiten jeweils alle 80 in der regulären Saison. Im Verlauf der Spielzeit 1991/92 wurde er für Wayne Presley zu den neu gegründeten San Jose Sharks abgegeben. In San Jose konnte der US-Amerikaner jedoch nicht mehr an die starken Leistungen aus seinen ersten beiden NHL-Spielzeiten anknüpfen und wurde nach nur neun Monaten im Dezember 1992 im Tausch für Mark Pederson zu den Philadelphia Flyers abgegeben. Nach der Saison 1992/93 setzte der gelernte rechte Flügelstürmer das gesamte Spieljahr 1993/94 aus, um sein Studium zu beenden. Seine letzte Saison bestritt er im Spieljahr 1994/95 für die Minnesota Moose aus der International Hockey League, ehe er seine Karriere im Alter von 29 Jahren endgültig beendete.

## Erfolge und Auszeichnungen
- 1989 WCHA Second All-Star Team
- 1989 NCAA West Second All-American Team

## Karrierestatistik

### International
Vertrat die USA bei:
- Olympischen Winterspielen 1988
- Weltmeisterschaft 1989

(Legende zur Spielerstatistik: Sp oder GP = absolvierte Spiele; T oder G = erzielte Tore; V oder A = erzielte Assists; Pkt oder Pts = erzielte Scorerpunkte; SM oder PIM = erhaltene Strafminuten; +/− = Plus/Minus-Bilanz; PP = erzielte Überzahltore; SH = erzielte Unterzahltore; GW = erzielte Siegtore; 1 Play-downs/Relegation; Kursiv: Statistik nicht vollständig)